# Iglesia de Nuestra Señora de la Asunción (Juli)
Iglesia de Nuestra Señora de la Asunción construida por orden de los padres dominicos españoles aproximadamente entre 1568 y 1576. Fue culminada por los jesuitas en 1602. Tiene la torre de estilo renacentista.